# Bethalus lawrencei
Bethalus lawrencei är en kräftdjursart som beskrevs av Barnard 1937. Bethalus lawrencei ingår i släktet Bethalus och familjen Armadillidae. Inga underarter finns listade i Catalogue of Life.